# Unione Sportiva Lucchese Libertas 1952-1953
Questa voce raccoglie le informazioni riguardanti l'Unione Sportiva Lucchese Libertas nelle competizioni ufficiali della stagione 1952-1953.

## Rosa
| N. |                      | Ruolo | Calciatore         |
| -- | -------------------- | ----- | ------------------ |
|    | Italia (bandiera)    | P     | Angelo Arrighi     |
|    | Italia (bandiera)    | C     | Eros Baccalini     |
|    | Italia (bandiera)    | D     | Giancarlo Bellotti |
|    | Italia (bandiera)    | C     | Piero Biagini      |
|    | Italia (bandiera)    | A     | Valentino Bonaiti  |
|    | Italia (bandiera)    | D     | Enrico Boniforti   |
|    | Italia (bandiera)    | C     | Dandolo Brondi     |
|    | Italia (bandiera)    | C     | Silvano Carassiti  |
|    | Italia (bandiera)    | D     | Alessandro Carlini |
|    | Italia (bandiera)    | D     | Lido Catelli       |
|    | Danimarca (bandiera) | C     | Hans Colberg       |
|    | Italia (bandiera)    | A     | Ugo Conti          |
|    | Italia (bandiera)    | D     | Ivano Dinelli      |
|    | Danimarca (bandiera) | A     | Kai Frandsen       |

| N. |                   | Ruolo | Calciatore          |
| -- | ----------------- | ----- | ------------------- |
|    | Italia (bandiera) | P     | Satiro Lusetti      |
|    | Italia (bandiera) | C     | Tommaso Maestrelli  |
|    | Italia (bandiera) | C     | Narciso Marsili     |
|    | Italia (bandiera) | P     | Gino Merlo          |
|    | Italia (bandiera) | D     | Francesco Palma     |
|    | Italia (bandiera) | A     | Luigi Parodi        |
|    | Italia (bandiera) | D     | Vasco Puccioni      |
|    | Italia (bandiera) | A     | Enrico Ribecchini   |
|    | Italia (bandiera) | A     | Emo Roffi           |
|    | Italia (bandiera) | A     | Carlo Scarpato      |
|    | Italia (bandiera) | D     | Mauro Simeoli       |
|    | Italia (bandiera) | C     | Gianluigi Stefanini |
|    | Italia (bandiera) | A     | Sauro Taiti         |
|    | Italia (bandiera) | A     | Giuseppe Veneri     |

## Risultati

### Serie B

#### Girone di andata
| 14 settembre 1952 1ª giornata | Lucchese | 0 – 0 | Brescia |  |

| 21 settembre 1952 2ª giornata | Lucchese | 1 – 2 | Genoa |  |

| 28 settembre 1952 3ª giornata | Verona | 3 – 0 | Lucchese |  |

| 5 ottobre 1952 4ª giornata | Lucchese | 1 – 1 | Vicenza |  |

| 12 ottobre 1952 5ª giornata | Monza | 2 – 2 | Lucchese |  |

| 19 ottobre 1952 6ª giornata | Lucchese | 1 – 1 | Fanfulla |  |

| 2 novembre 1952 7ª giornata | Messina | 3 – 0 | Lucchese |  |

| 9 novembre 1952 8ª giornata | Salernitana | 1 – 3 | Lucchese |  |

| 16 novembre 1952 9ª giornata | Lucchese | 1 – 0 | Siracusa |  |

| 23 novembre 1952 10ª giornata | Lucchese | 3 – 1 | Catania |  |

| 30 novembre 1952 11ª giornata | Modena | 1 – 0 | Lucchese |  |

| 7 dicembre 1952 12ª giornata | Treviso | 1 – 1 | Lucchese |  |

| 14 dicembre 1952 13ª giornata | Lucchese | 2 – 1 | Legnano |  |

| 21 dicembre 1952 14ª giornata | Marzotto Valdagno | 1 – 0 | Lucchese |  |

| 4 gennaio 1953 15ª giornata | Lucchese | 2 – 0 | Piombino |  |

| 11 gennaio 1953 16ª giornata | Lucchese | 3 – 4 | Cagliari |  |

| 18 gennaio 1953 17ª giornata | Padova | 2 – 0 | Lucchese |  |

#### Girone di ritorno
| 25 gennaio 1953 18ª giornata | Brescia | 1 – 0 | Lucchese |  |

| 1º febbraio 1953 19ª giornata | Genoa | 3 – 0 | Lucchese |  |

| 8 febbraio 1953 20ª giornata | Lucchese | 1 – 2 | Verona |  |

| 15 febbraio 1953 21ª giornata | Vicenza | 3 – 1 | Lucchese |  |

| 22 febbraio 1953 22ª giornata | Lucchese | 1 – 1 | Monza |  |

| 1º marzo 1953 23ª giornata | Fanfulla | 0 – 0 | Lucchese |  |

| 8 marzo 1953 24ª giornata | Lucchese | 0 – 1 | Messina |  |

| 15 marzo 1953 25ª giornata | Lucchese | 0 – 0 | Salernitana |  |

| 22 marzo 1953 26ª giornata | Siracusa | 1 – 0 | Lucchese |  |

| 29 marzo 1953 27ª giornata | Catania | 0 – 0 | Lucchese |  |

| 5 aprile 1953 28ª giornata | Lucchese | 0 – 2 | Modena |  |

| 12 aprile 1953 29ª giornata | Lucchese | 0 – 2 | Treviso |  |

| 19 aprile 1953 30ª giornata | Legnano | 3 – 1 | Lucchese |  |

| 3 maggio 1953 31ª giornata | Lucchese | 1 – 1 | Marzotto Valdagno |  |

| 10 maggio 1953 32ª giornata | Piombino | 3 – 1 | Lucchese |  |

| 24 maggio 1953 33ª giornata | Cagliari | 3 – 0 | Lucchese |  |

| 31 maggio 1953 34ª giornata | Lucchese | 1 – 3 | Padova |  |

## Statistiche

### Statistiche di squadra
| Competizione | Punti | In casa | In casa | In casa | In casa | In casa | In casa | In trasferta | In trasferta | In trasferta | In trasferta | In trasferta | In trasferta | Totale | Totale | Totale | Totale | Totale | Totale | DR  |
| Competizione | Punti | G       | V       | N       | P       | Gf      | Gs      | G            | V            | N            | P            | Gf           | Gs           | G      | V      | N      | P      | Gf     | Gs     | DR  |
| ------------ | ----- | ------- | ------- | ------- | ------- | ------- | ------- | ------------ | ------------ | ------------ | ------------ | ------------ | ------------ | ------ | ------ | ------ | ------ | ------ | ------ | --- |
| Serie B      | 20    | 17      | 4       | 6       | 7       | 18      | 22      | 17           | 1            | 4            | 12           | 9            | 31           | 34     | 5      | 10     | 19     | 27     | 53     | -26 |

### Statistiche dei giocatori
| Giocatore     | Serie B  | Serie B |
| Giocatore     | Presenze | Reti    |
| ------------- | -------- | ------- |
| A. Arrighi    | 9        | -21     |
| E. Baccalini  | 22       | 5       |
| G. Bellotti   | 2        | 0       |
| P. Biagini    | 6        | 0       |
| V. Bonaiti    | 26       | 5       |
| E. Boniforti  | 28       | 6       |
| D. Brondi     | 1        | 0       |
| S. Carassiti  | 1        | 0       |
| A. Carlini    | 16       | 0       |
| L. Catelli    | 19       | 0       |
| H. Colberg    | 22       | 0       |
| U. Conti      | 6        | 1       |
| I. Dinelli    | 7        | 0       |
| K. Frandsen   | 26       | 4       |
| S. Lusetti    | 21       | -26     |
| T. Maestrelli | 22       | 0       |
| N. Marsili    | 4        | 0       |
| G. Merlo      | 4        | -6      |
| F. Palma      | 19       | 0       |
| L. Parodi     | 29       | 0       |
| V. Puccioni   | 1        | 0       |
| E. Ribecchini | 10       | 1       |
| E. Roffi      | 9        | 0       |
| C. Scarpato   | 22       | 2       |
| M. Simeoli    | 12       | 0       |
| G. Stefanini  | 8        | 1       |
| S. Taiti      | 18       | 1       |
| G. Veneri     | 4        | 0       |